# Santissima Trinità della Missione
Santissima Trinità della Missione ou Igreja da Santíssima Trindade da Missão era uma igreja de Roma, Itália, localizada no rione Colonna, na via della Missione, do lado esquerdo do Palazzo di Montecitorio, e demolida em 1907. Era dedicada a Santíssima Trindade.

## História
Mariano Armellini descreve assim esta igreja:
| “ | ...foi edificada junto do convento em 1642 por ordem de Maria de Vignard, duquesa de Aiguillon. No início do século XVIII, foi reconstruída e o cardeal Lanfredini, o grande patrocinador da obra, foi enterrado ali em 1741. O projeto é de Bernardo Della Torre, sacerdote da congregação. Foi consagrada em 14 de julho de 1743 por Fernando Maria de Rossi, arcebispo de Tarso. Moraram no convento por um tempo o monges de Santa Chiara. | ” |
|   | — Armellini. |   |

O nome é uma referência aos sacerdotes que construíram a igreja, aparentemente membros da Congregação da Missão, fundada por São Vicente de Paula, e que também emprestou seu nome à via onde ela ficava. Durante as escavações para reconstrução da igreja, no século XVIII, foi encontrada a Coluna Antonina. Logo depois da unificação da Itália, a Câmara dos Deputados passou a ocupar o vizinho Palazzo di Montecitorio. O convento vizinho foi confiscado pelo governo em 1873 e incorporado às instalações da nova Câmara. Como os edifícios não eram apropriados, uma grande reforma foi iniciada no início do século XX, incluindo a construção de uma ponte sobre a rua ligando dois prédios, terminada em 1904. A igreja foi demolida no curso destas obras, provavelmente em 1907. Apenas o portal de entrada da igreja sobreviveu.
Os padres lazaristas se mudaram para o rione Prati, onde seu novo convento tem uma igreja com exatamente a mesma dedicação, Santissima Trinità della Missione in Prati. Entre as obras que ficavam na igreja, transferidas para a Pontifícia Universidade Leonina, estava uma pintura de Sebastiano Conca da "Santíssima Trindade".